# Harpijski orel
Harpijski orel (znanstveno ime Harpia harpyja) je neotropska vrsta kraguljev, ki je razširjena po Srednji in Južni Ameriki.

## Opis
Harpijski orel je visok okoli 90 centimetrov, njegov razpon peruti pa znaša do dva metra. Gre za enega največjih in najmočnejših orlov na svetu. Samice so večje od samcev in lahko tehtajo med 6 in 9 kilogramov, izjemoma pa tudi več. V ujetništvu je ptica z imenom Jezebel tehtala celo 12 kg, kar je najtežja znana ptica te vrste. Zgornja stran je prekrita s črnim perjem, spodnja stran je svetlo siva do bela. Preko prs do vratu poteka črna proga, a glava je bledo siva z dvojno pernato krono. Samci in samice so enako obarvani.
Kračnice (tarsusi) merijo do 13 cm in so rumene barve.

## Taksonomija
Vrsto je prvi opisal Carl Linnaeus v svoji Systema Naturae leta 1758 kot Vultur harpyja. Poimenoval jo je po starogrški mitološki pošasti harpiji.